# Fritz Johanson
Fritz Johan Rudolf Johanson, född 8 augusti 1899 i Arvidsjaurs socken, död 17 maj 1965 i Vaxholm, var en svensk präst.
Johanson växte upp i Malmberget, där fadern var gruvarbetare. Hemmet var präglat av den rosenianska väckelsen. Efter studier vid Fjellstedtska skolan i Uppsala blev Johanson 1925 student vid Uppsala universitet, där han 1927 blev teologie kandidat. Han prästvigdes i maj 1928 i Stockholm för Luleå stift med missiv som kyrkoadjunkt i Kågedalen som då var annex till Skellefteå landsförsamling. Därefter blev han vikarierande komminister och vice pastor i Burträsks församling och efter tjänst i Skellefteå landsförsamling och Hortlax församling utnämndes han i januari 1929 till komminister i Långträsk i Piteå landsförsamling, där han tillträdde 1 februari 1931. Johanson tillträdde som kyrkoherde i Överkalix församling 1 maj 1935. Under sin tid där verkade han mycket för byggandet av flera småkyrkor i ett stort pastorat med långt mellan byarna. Dessutom brann sockenkyrkan ned till grunden och Johanson engagerade sig mycket i uppförandet av den nya Överkalix kyrka. Johanson blev kontraktsprost i Kalix kontrakt 1 juli 1959. Han pensionerades 1964 och avled ett halvår senare.
Johanson tilldelades Vasaorden samt Kungliga Patriotiska Sällskapets guldmedalj av största storleken och den finländska utmärkelsen Pro Benignitate Humana. Han var gift med Essie Jansson, som var född i Tryserum. Makarnas två barn antog släktnamnet Fritzson; sonen Per Fritzson var först journalist men blev diplomat.